# Bégrolles-en-Mauges
Bégrolles-en-Mauges település Franciaországban, Maine-et-Loire megyében. Lakosainak száma 2115 fő (2022. január 1.). Bégrolles-en-Mauges Le May-sur-Èvre, Saint-Léger-sous-Cholet, Sèvremoine, La Séguinière és Beaupréau-en-Mauges községekkel határos.

## Népesség
A település népességének változása:
| Lakosok száma | 1146 | 1435 | 1520 | 1721 | 1977 | 2012 | 2068 | 2107 | 2126 | 2115 |
|               | 1968 | 1982 | 1990 | 2006 | 2013 | 2015 | 2017 | 2019 | 2020 | 2022 |